# Bayston Hill
Bayston Hill est une paroisse civile et un village du Shropshire, en Angleterre.